# Micronique Victor Lambda
Micronique Victor Lambda (Victor Lambda) је био кућни рачунар фирме Micronique који је почео да се производи у Француској од 1980. године.
Користио је Intel 8080 A као микропроцесор. РАМ меморија рачунара је имала капацитет од 16 KB (4698 бајтова слободно када је Basic Level II у меморији). 

## Детаљни подаци
Детаљнији подаци о рачунару Victor Lambda су дати у табели испод.
|                       |                                                              |
| [ 1 ]                 |                                                              |
| Произвођач            |                                                              |
| Тип                   | кућни рачунар                                                |
| Меморија              | 16 (4698 бајтова слободно када је Basic Level II у меморији) |
| Поријекло             | Француска                                                    |
| Година                | 1980                                                         |
| Тастатура             | QWERTY, chicklet тастатура                                   |
| Процесор              |                                                              |
| Фреквенција процесора | 2                                                            |
| RAM                   | 16 (4698 бајтова слободно када је Basic Level II у меморији) |
| ROM                   | 2                                                            |
| Текст                 | 12 x 17                                                      |
| Графика               | 112 x 78 са 4 боје                                           |
| Боја                  | 8                                                            |
| Звук                  | 1 глас, 4 октаве                                             |
| Димензије             | непознато                                                    |
| Портови               |                                                              |
| Оперативни систем     | [[]]                                                         |